# Urbana (Ohio)
Urbana ist eine City im US-Bundesstaat Ohio und der County Seat des Champaign County. Das U.S. Census Bureau ermittelte bei der Volkszählung 2020 eine Einwohnerzahl von 11.115.

## Geschichte
Champaign County wurde am 20. Februar 1805 nach der Amerikanischen Revolution und dem Indianerkrieg im Nordwesten gegründet. Colonel William Ward, ein Virginier, der sich 1799 zusammen mit Simon Kenton im Mad River Valley niedergelassen hatte, kaufte 160 Acres, die er als logischen und akzeptablen Standort für den County-Sitz von Champaign ansah. Er wandte sich an die County Commissioners mit dem Vorschlag, den Sitz des neuen County auf diesem Gelände anzusiedeln. Ward schlug vor, das Gelände in 212 Grundstücke und 22 Nebengrundstücke aufzuteilen, von denen die Hälfte, die abwechselnd ausgewählt wurde, an das County gegeben werden sollte, während Ward den Rest behalten würde. Ward bot auch zwei Grundstücke für einen Friedhof und einen Trakt für einen öffentlichen Platz an. Die Bezirkskommissare stimmten dem Vorschlag zu, und Ward und Joseph C. Vance schlossen am 11. Oktober 1805 einen schriftlichen Vertrag ab. Ward und Vance nannten den neuen Bezirkssitz Urbana. Die Stadt wurde planmäßig angelegt.
Der Ursprung des Namens „Urbana“ ist unklar. Eine Überprüfung im Jahr 1939 zeigt, dass von den 12 Städten in den Vereinigten Staaten mit dem Namen Urbana, die Stadt in Ohio die erste war.

## Demografie
Nach einer Schätzung von 2019 leben in Urbana 11.404 Menschen. Die Bevölkerung teilt sich 2017 auf in 87,7 % Weiße, 4,0 % Afroamerikaner, 0,1 % amerikanische Ureinwohner, 0,4 % Asiaten, 0,2 % Ozeanier, 0,2 Sonstige und 3,5 % mit zwei oder mehr Ethnizitäten. Hispanics oder Latinos machten 3,6 % der Bevölkerung aus. Das mittlere Haushaltseinkommen lag bei 44.453 US-Dollar und die Armutsquote bei 20,7 %.

## Bildung
Urbana war der Standort der Urbana University, einer privaten Hochschule, welche 2020 geschlossen wurde.

## Söhne und Töchter der Stadt
- Abner Read (1821–1863), Offizier in der United States Navy
- Charles T. Hinde (1832–1915), Unternehmer
- Robert R. Hitt (1834–1906), Politiker
- William R. Warnock (1838–1918), Politiker
- John P. Brennan (1864–1943), Politiker
- Brand Whitlock (1869–1934), Journalist, Politiker und Diplomat
- Charles Brand (1871–1966), Politiker
- Pete Dye (1925–2020), Golfplatzarchitekt
- Clancy Brown (* 1959), Schauspieler und Synchronsprecher
- Jim Jordan (* 1964), Politiker